# Nagyenyed

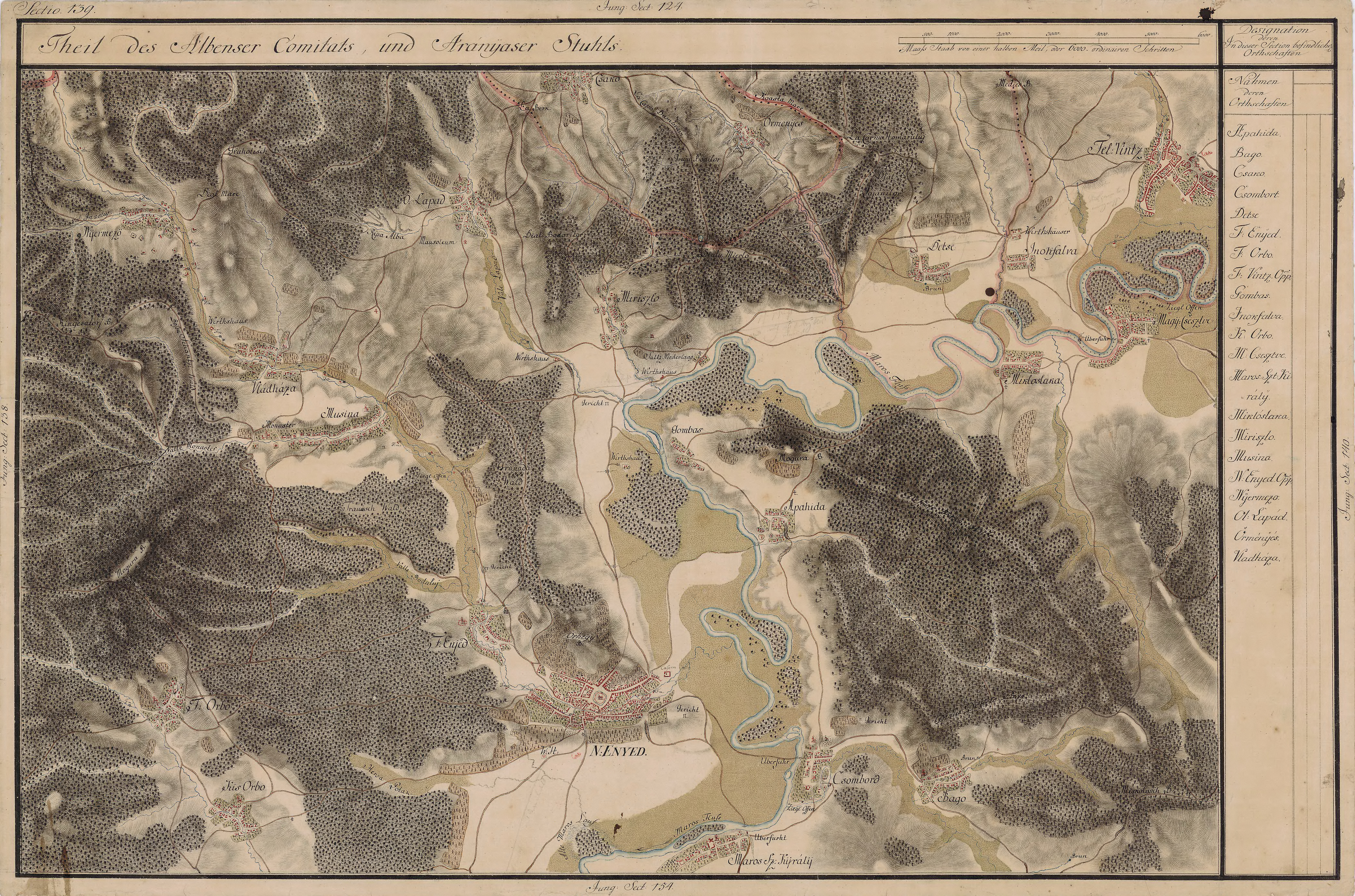
Nagyenyed környéke 1770 körül

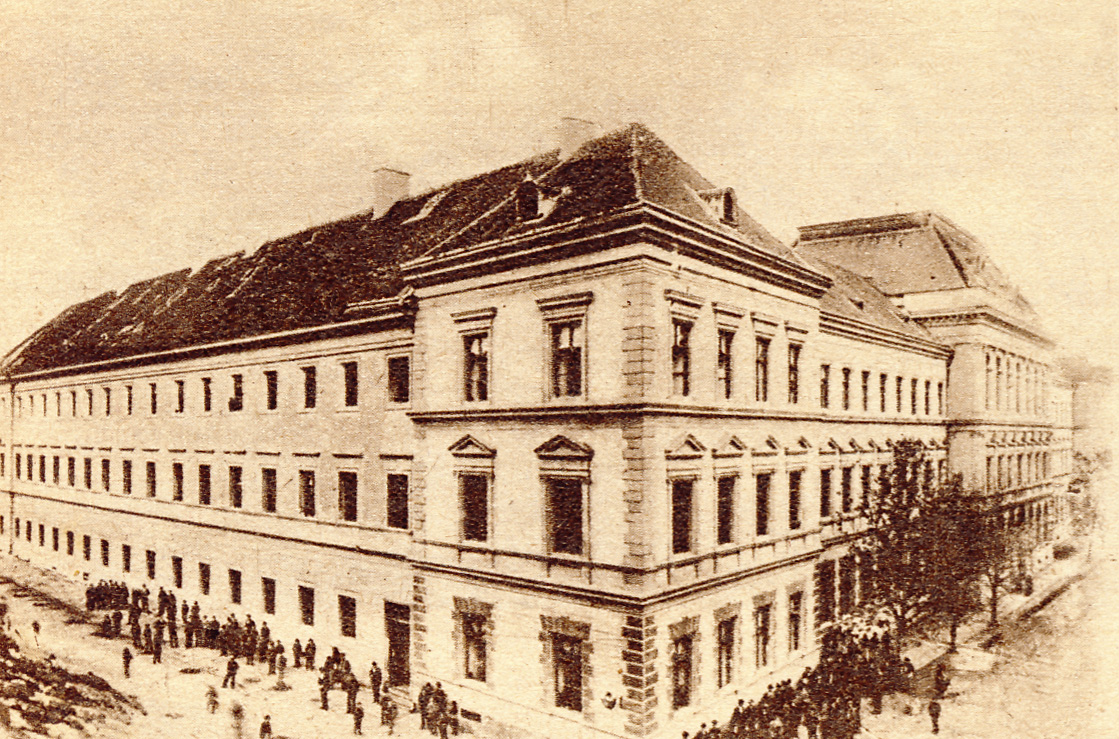
A nagyenyedi Bethlen Gábor Kollégium, amelyet 1622-ben a fejedelem alapított, az egyetemes magyarság egyik leghíresebb és legrégebbi oktatási intézménye (1905)

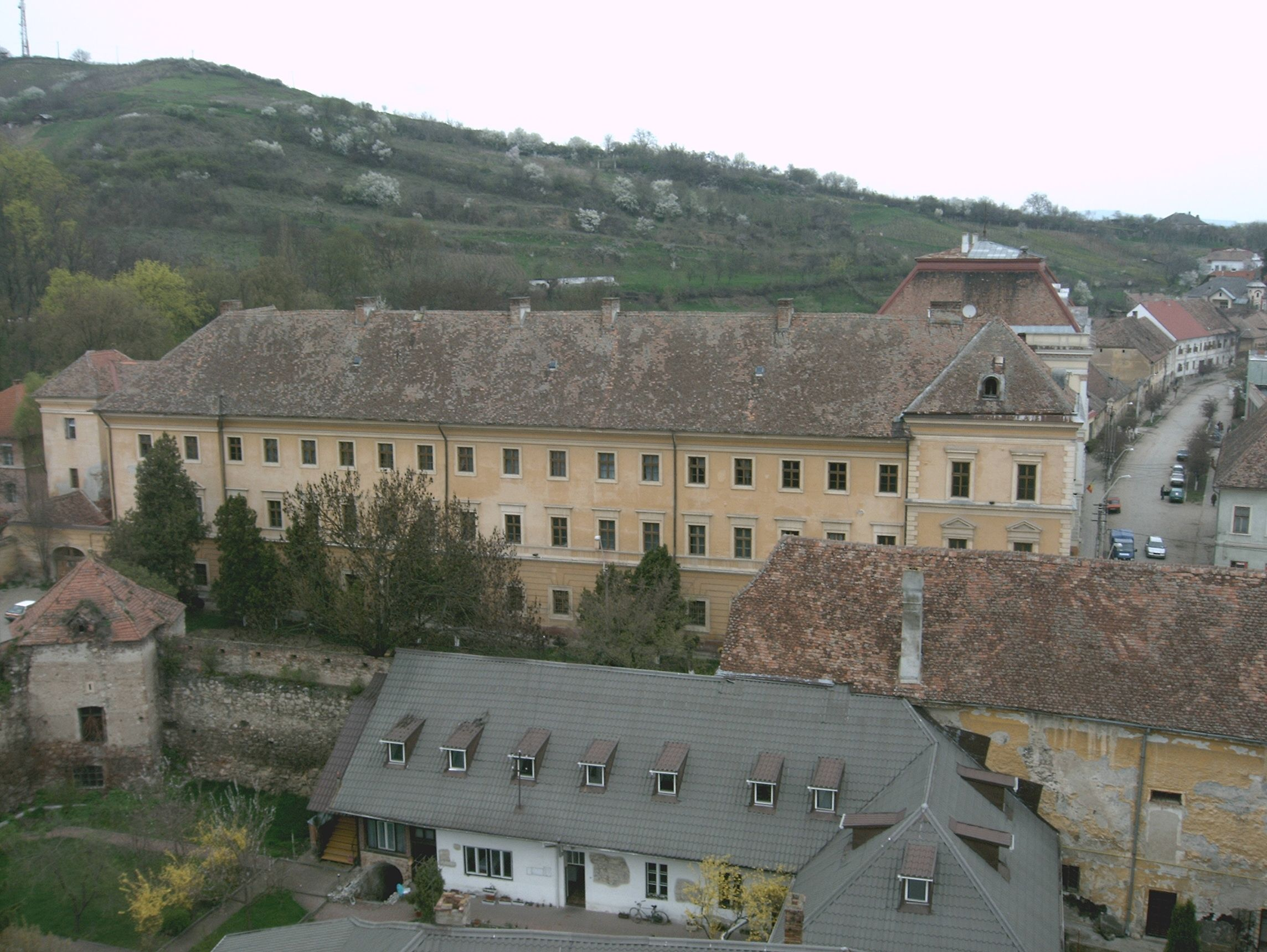
A nagyenyedi kollégium ma

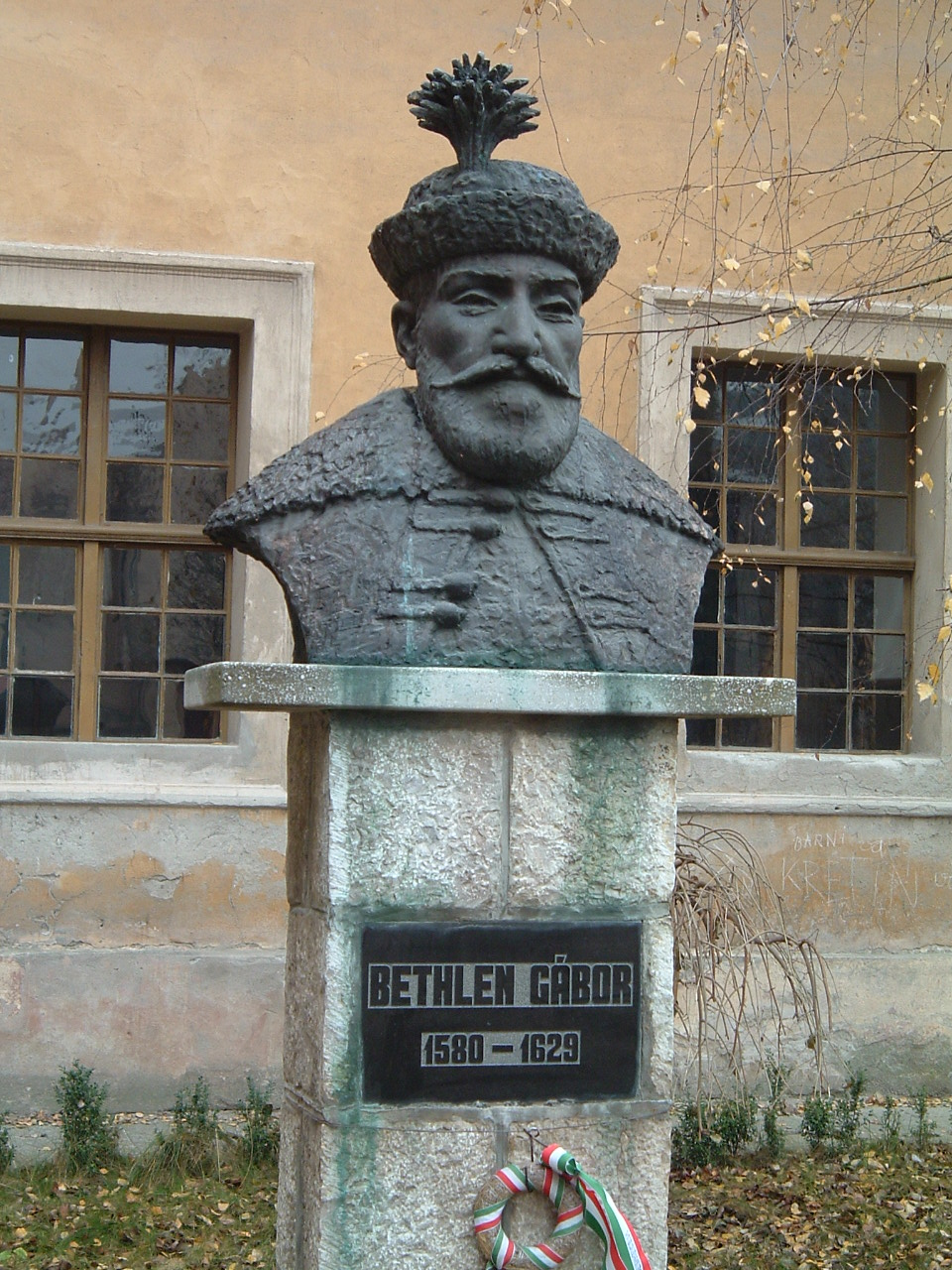
A Kollégium alapítójának szobra az intézmény udvarán

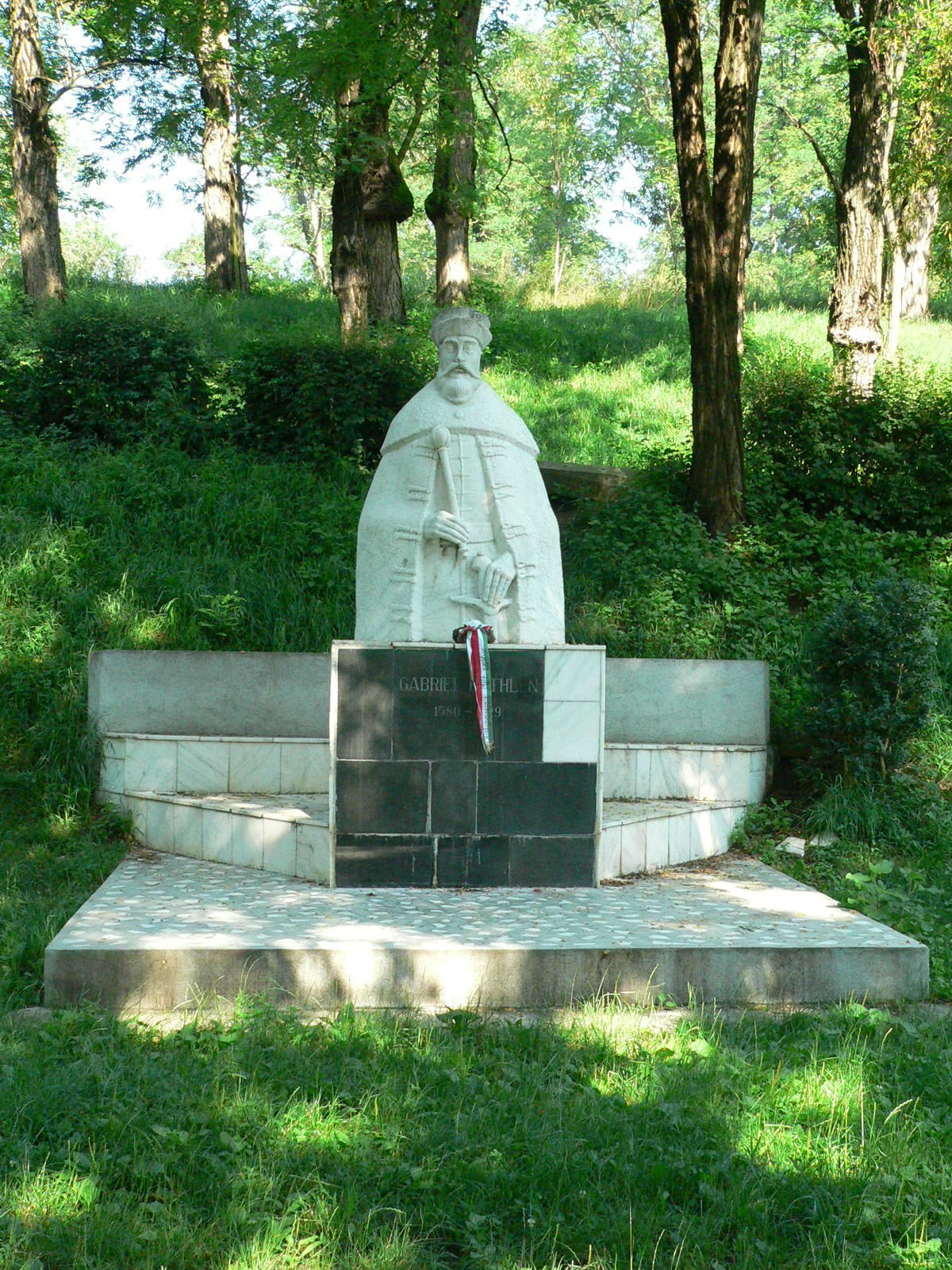
Bethlen Gábor szobra a Kollégium parkjában

Nagyenyed (románul: Aiud, németül: Straßburg am Mieresch, más néven Enyeden, latinul: Egidiopolis, vagy Brucla, szászul: Stroßbrich) város Romániában, Fehér megyében. Az egykori Alsó-Fehér vármegye központja, Gyulafehérvár mellett a térség fontos városa.

## Nevének eredete
Neve puszta személynévből származik. Ennek eredete a magyar Egyed személynév, mivel templomának Szent Egyed a védőszentje. Előtagja a Szászsebes és Vízakna közti Kisenyedtől különbözteti meg.

## Fekvése
Gyulafehérvártól 30 km-re északra a Maros jobb partján fekszik. Legmagasabb pontja az Őrhegy (367 m).

## Története
A szász alapítású várost először 1299-ben említi oklevél. Helyén egykor római castrum állott. Vártemplomát 1333 és 1335 között építették polgárai. Az Árpád-kori várat a 14. és 15. században bővítették, nyolc torony őrizte. 1437-ben a parasztsereg elfoglalta, de rövidesen feladta. 1600. szeptember 17-én Mihály vajda, majd Basta is felégette. 1658-ban a tatárok rabolták ki, 1662-ben ide helyezték át Gyulafehérvárról a leégett főiskolát és kollégiumot.
1704. március 13-án Rabutin gyújtatta fel, a város védelmében 30 diák esett el, emlékművük a Kápolna-dombon áll. Erről az időről szól Jókai Mór A nagyenyedi két fűzfa című elbeszélése (1853) és az ebből készült film.
Nagy hírű református kollégiumát 1622-ben Bethlen Gábor alapította (ma Bethlen Gábor Kollégium), ahol kiváló tanárok tanítottak, sok neves ember került ki falai közül. Innen indult Kőrösi Csoma Sándor ázsiai útjára. A Kollégium legendás nevelőmunkája elismeréseképpen 2003-ban Magyar Örökség díjat kapott.
1858-ban Nagyenyedre helyezték át a kolozsvári magyar tanítóképzőt, amely 1950-től kezdve hét évig nem működött, 1957-től óvónőképzővel kibővítve újraindult. 1948 után több neve is volt az intézménynek, a Bethlen Gábor Kollégium nevet 1993-ban kapta vissza. 1999-ben beindult a Babeș–Bolyai Tudományegyetemhez tartozó Tanítóképző Főiskola.
1910-ben 8663 lakosából 6497 magyar, 1940 román és 163 német volt. A trianoni békeszerződésig Alsó-Fehér vármegye Nagyenyedi járásának székhelye volt.
2002-ben társközségeivel együtt 28 934 lakosából 22 596 román, 4787 magyar, 1464 cigány és 44 német volt.
1994-ben municípiummá nyilvánították.
2011-ben 22 876 lakosából 16 955 román, 3364 magyar, 930 cigány és 15 német volt. 1598 fő nem nyilatkozott etnikai hovatartozásáról. Cenzus 2011 Archiválva 2017. március 12-i dátummal a Wayback Machine-ben

### Az 1849-es vérengzés
A várost 1849. január 8-a és 11-e között az Axente Sever és más „prefektusok” vezette román felkelők elpusztították. Miután Nagyenyed január elején katonai védelem nélkül maradt, tízezernél is több felkelő rohanta le, és rettenetes gyilkolást és pusztítást vittek véghez. A magyar lakosokat válogatott kegyetlenségekkel, sokukat órákig tartó kínzások után ölték meg; a várost felgyújtották, cseréppel vagy zsindellyel fedett épület nem maradt épen; a kollégiumot szisztematikusan kifosztották és felégették, a könyvtárat és a levéltárakat megsemmisítették, az értékeket elvitték vagy elpusztították. A dúlás január 11-éig tartott, de utána még több napon keresztül folyt a fosztogatás. A lakosok egy része az erdőkön keresztül menekült a közeli településekre.
A vérengzés áldozata 600–1000 magyar polgár volt (további körülbelül ugyanennyi halálra fagyott menekülés közben); a rombolásban elpusztult a város nagy része, beleértve a református kollégium épületeit, könyvtárát, és felszerelését. Nagyenyed csak az 1890-es évek közepére heverte ki a pusztítást. 1904-ben emlékművet avattak a vár falánál, ahol a halottak egy részét elföldelték.

## Látnivalók
- Nagyenyedi városerődítések
- Bagolyvár (Ókollégium)
- Református vártemplom
- Tanári sírok a kollégium melletti református temetőben
- Diákemlékmű
- Tornakert
- Enyedszentkirály: Bánffy-kastély
- Bethlen Gábor-szobrok
- Nagyenyedi Természettudományi Múzeum
- Bethlen Gábor Kollégium
- Bethlen-kastély

## Képgaléria
- Képek Nagyenyedről a www.erdely-szep.hu honlapon

## Híres emberek
- Itt született 1555-ben Enyedi György unitárius püspök
- Itt született 1759. október 17-én Sipos Pál író, matematikus.
- Itt született 1779. október 28-án Baricz György mérnök, műfordító.
- Itt született 1814-ben Bauer Lajos honvéd őrnagy.
- Itt született 1829. június 15-én Szász Károly költő, műfordító, református püspök, a Magyar Tudományos Akadémia tagja.
- Itt született 1838. május 25-én Szász Domokos erdélyi református püspök.
- Itt született 1848. augusztus 31-én zeykfalvi Zeyk Károly országgyűlési képviselő, később főispán
- Itt született 1939. április 30-án Jánossy D. László festő és restaurátor.
- Itt született 1846-ban Antal Géza orvos, az MTA tagja.
- Itt született 1846-ban Dósa Géza festőművész.
- Itt született 1855-ben Boros Gábor irodalom- és gyorsírástörténész.
- Itt született 1869-ben Sámuel Aladár erdélyi magyar református lelkész és egyházi író.
- Itt született 1878. augusztus 13-án Pogány Móric építész, a Batthyány-örökmécses tervezője.
- Itt született 1881. május 11-én dr. Szász Pál politikus, Tisza István közeli munkatársa, országos EMGE-elnök, a Bethlen-kollégium főgondnoka
- Itt született 1890-ben Makkai Sándor református püspök, történész, egyetemi tanár.
- Itt született 1894. december 23-án Jeney Lajos grafikus (Művészneve szülőhelyéről Nagyenyedi Lajos).
- Itt született 1895. február 6-án Dési Huber István, grafikus és festőművész.
- Itt született 1896. szeptember 24-én Vass Albert festőművész.
- Itt született 1898. január 13-án Barlabás Piroska, Bitay Károlyné ifjúsági író, tankönyvíró.
- * Itt született 1906. június 8-án Bodrogi György orvos, belgyógyász, kardiológus.
- Itt született 1906. szeptember 25-én Novák István gyógyszerész, egyetemi tanár.
- Itt született 1909. november 5-én Veress István botanikus, kertészeti szakíró.
- Itt született 1913-ban Jékely Zoltán költő, író, műfordító.
- Itt született 1914-ben Kónya László nagyenyedi református lelkész, erdélyi magyar költő.
- Itt született 1914-ben és itt hunyt el 1972-ben Nemes János tanító, pedagógiai író, néprajzkutató.
- Itt született 1914. augusztus 15-én Egry Mária színművésznő Egre Mária néven.
- Itt született 1914-ben Bakó Árpád nagyenyedi atléta, testnevelő tanár.
- Itt született 1916. február 7-én Varga Árpád emlékíró.
- Itt született 1921. augusztus 1-jén Szász József agrármérnök, mezőgazdasági szakíró.
- Itt született 1921. szeptember 16-án Köpeczi Béla művelődés- és irodalomtörténész, az MTA tagja, 1982–1988 között Magyarország művelődési minisztere
- Itt született 1924-ben Kis Béla biológus, egyetemi oktató, természettudományi szakíró.
- Itt született 1924-ben Szász Dórián festőművész.
- Itt született 1926-ban Szász Béla szerkesztő, műfordító (elhunyt 2000-ben Bukarestben)
- Itt született 1930-ban Winkler Albert zeneszerző, zongoraművész, karmester.
- Itt született 1931-ben Novák Ferenc koreográfus, etnográfus, rendező.
- Itt született 1932-ben Móritz Miklós kohómérnök, műszaki és gazdasági szakíró.
- Itt született 1939-ben Veress Éva biológus, természettudományi szakíró
- Itt született 1941-ben Tóth Vass Mária újságíró, szerkesztő, fordító.
- Itt született 1943-ban Nagy Miklós Kund újságíró, műfordító, szerkesztő
- Itt született 1954-ben Dominich Sándor informatikus.
- Itt született 1954-ben Nagy Attila orvos, orvosi szakíró és költő.
- Itt halt meg 1816-ban Benkő Ferenc (kisbaconi) lelkész, mineralógus
- Az itteni börtönben halt meg 1952. szeptember 14-én Gajdátsy Béla római katolikus lelkész.

## Testvérvárosai
- Dingelstädt, Németország (1993)
- Gyomaendrőd, Magyarország (1993)
- Cusset, Franciaország (2000)
- Cserepovec, Oroszország (2002)
- Ponte de Sor(wd), Portugália (2003)
- Siklós, Magyarország (2003)[6]
- Soltvadkert, Magyarország (2017)

## Képek

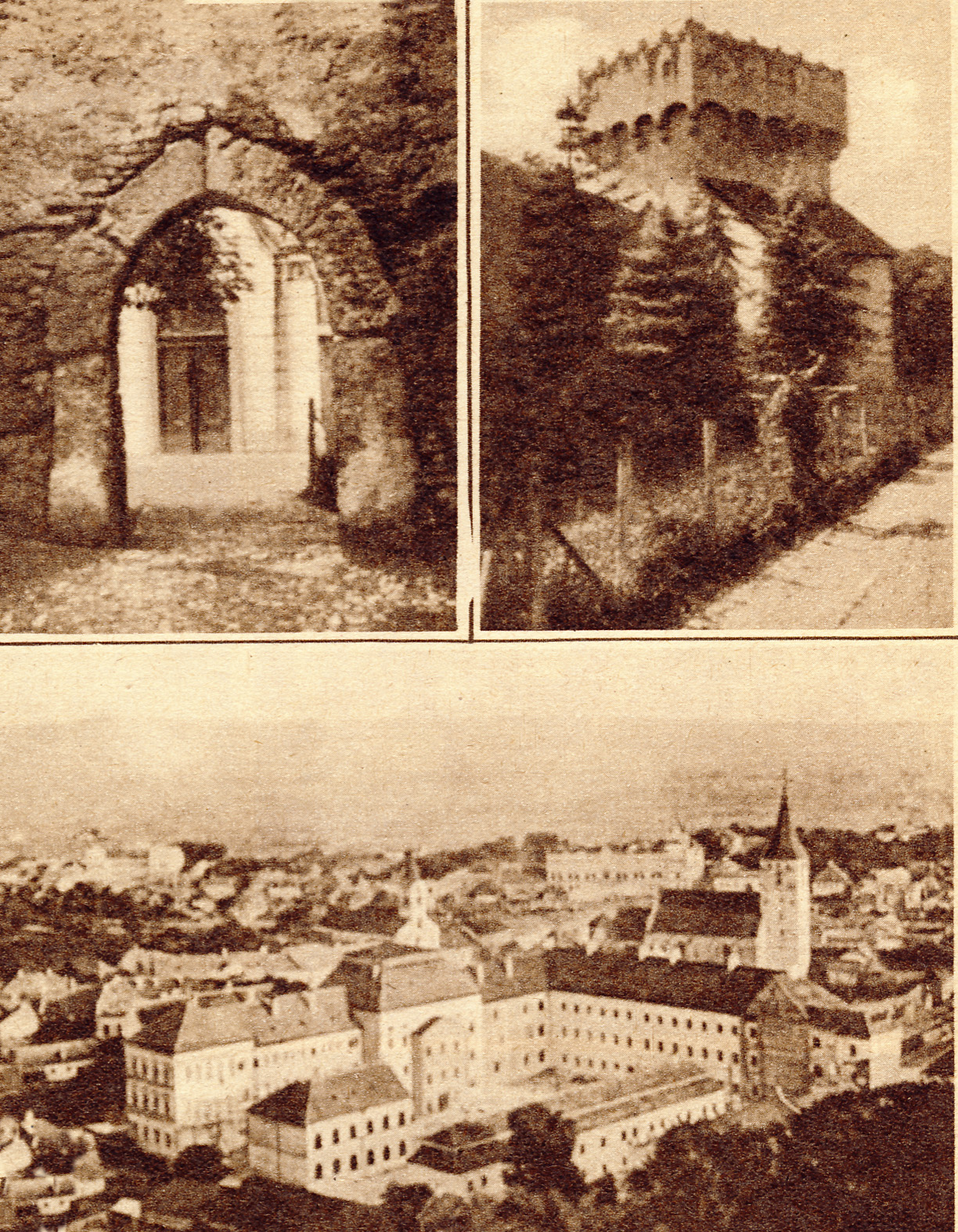
Lent: Nagyenyed látképe a kollégiummal és a templommal, fent balra: a régi vár déli kapuja, fent jobbra: az ún. csipkés bástya (1905)
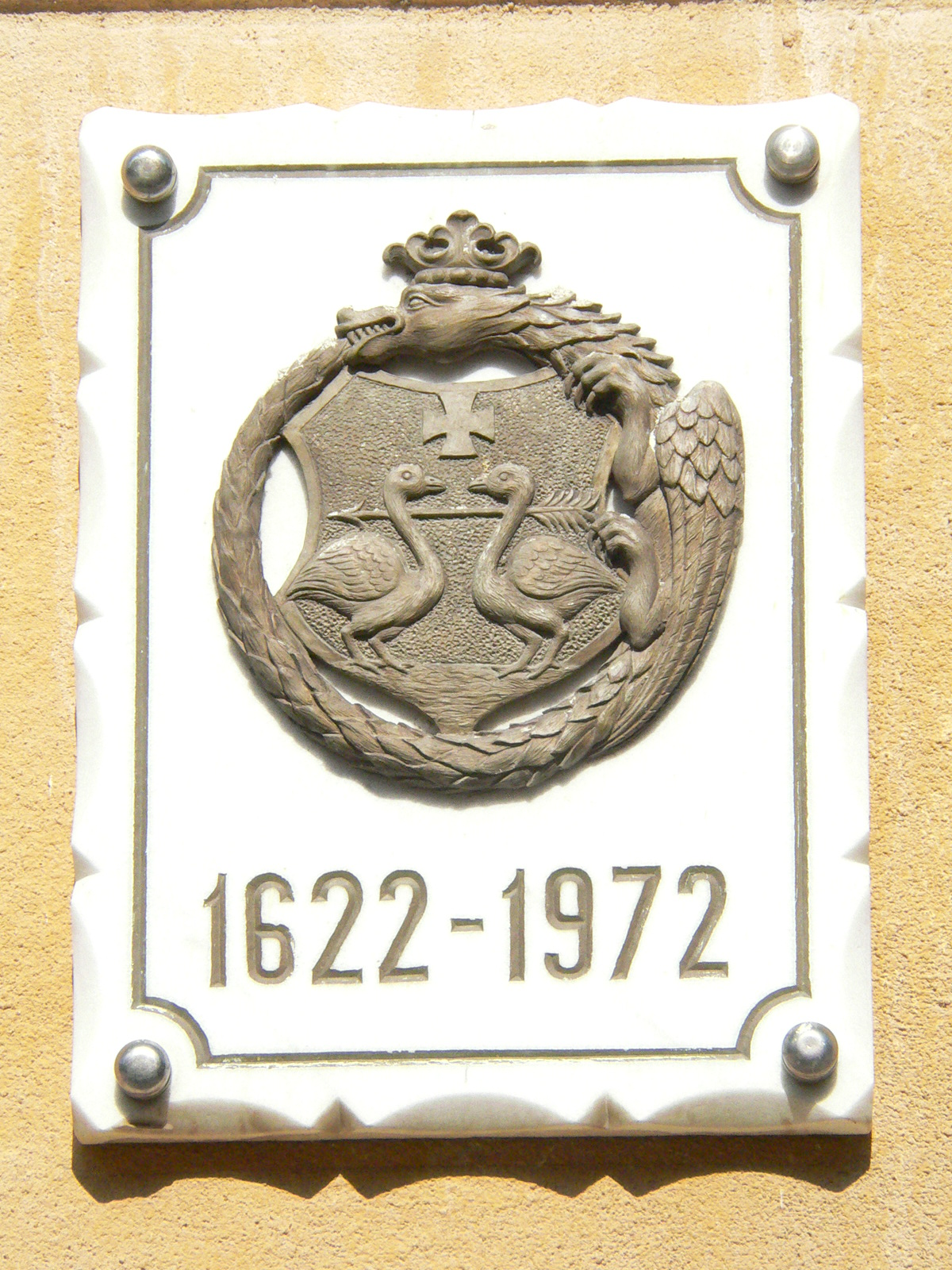
A Kollégium címere az alapítás 350. évfordulóján elhelyezett emléktáblán
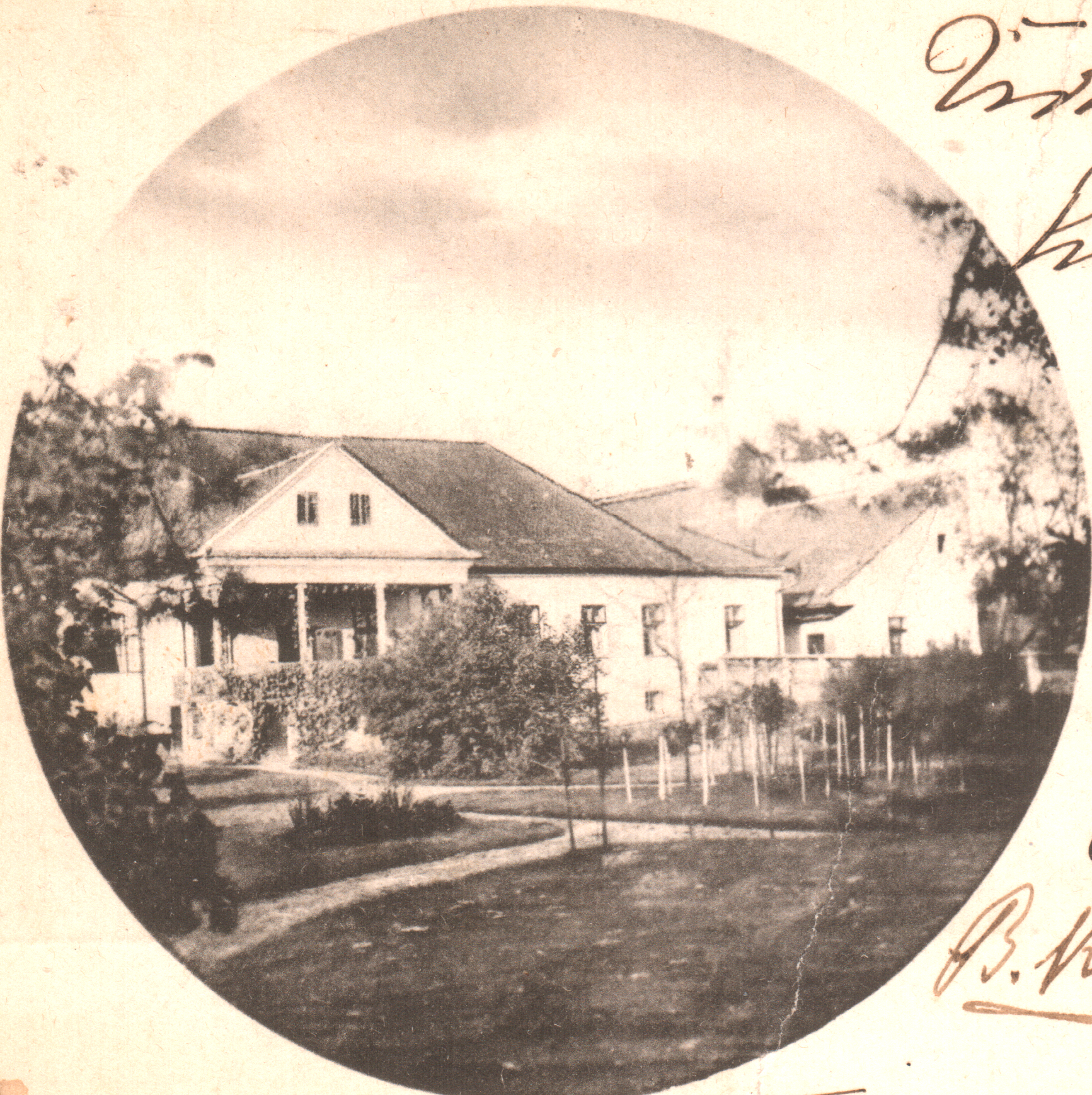
A Kemény–Zeyk-udvarház
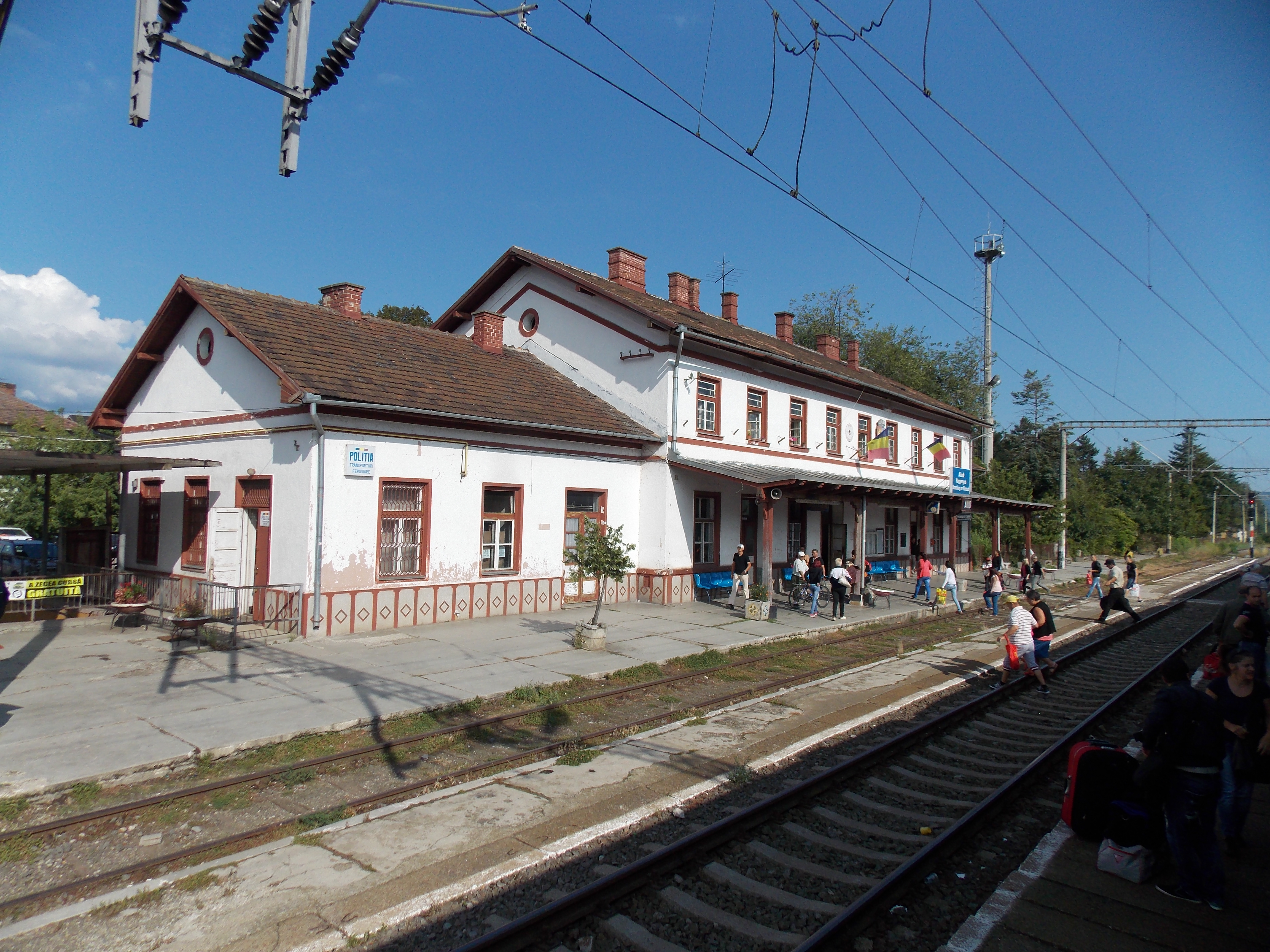
Nagyenyed vasútállomás (300-as vasúti fővonal)